# Louise Brown
Pour les articles homonymes, voir Brown.
Louise Brown, de nationalité britannique, est le premier « bébé éprouvette » au monde, c'est-à-dire conçu par fécondation in vitro (FIV). La naissance de Louise a ouvert un nouveau chapitre de la médecine relatif au traitement de l'infertilité.

## Biographie
Louise Brown naît le 25 juillet 1978 par césarienne à l'hôpital d'Oldham, au Royaume-Uni,,. Elle devient le premier enfant issu d'une fécondation in vitro au monde. Cette naissance est encadrée par deux médecins britanniques, les docteurs Patrick Steptoe, gynécologue, et Robert Edwards, physiologiste à l'université de Cambridge, et l'infirmière et embryologiste Jean Marian Purdy.
Dès l'annonce de cette nouvelle, le domicile des époux à Bristol est assiégé par les représentants des groupes de presse désireux d'obtenir des photos de l'enfant et des déclarations de la mère. Le Daily Mail obtient l'exclusivité pour la somme astronomique de 325 000 livres (ou 2 650 000 francs). L'Église catholique condamne en théorie l'insémination artificielle en considérant cet acte comme étant isolé tandis que le professeur Jacques Varangot de la maternité de Port-Royal à Paris déclare que « la technique employée est trop difficile pour voir son application généralisée ».
Ses parents biologiques Lesley et John ont eu ensuite une seconde fille, Natalie, également conçue par FIV, la 40e au monde. Natalie est née le 14 juin 1982 à la maternité de Bristol et est devenue en 1999 la première personne conçue par FIV à accoucher elle-même, naturellement. Lesley Brown décède à l'âge de 64 ans.
Louise commence sa vie professionnelle dans les Postes avant de travailler dans une entreprise de fret à Bristol (sud-ouest de l'Angleterre). Elle se marie en septembre 2004 avec un ancien agent de la sécurité, Wesley Mullinder. Elle accouche à Bristol, le 20 décembre 2006, d'un garçon, Cameron, conçu naturellement et né deux semaines après le décès de John Brown, le père de Louiseet leur second fils, Aiden Patrick Robert, nait en 2013, nommé en hommage à Steptoe et Edwards.

### Contexte médical
Lesley Marion Brown (1947 - 2012) et son mari Gilbert John Brown (1941 - 2006, connu sous le nom de John) ont été les premiers à devenir parents après une conception grâce à la technologie de procréation assistée, la fécondation in vitro (FIV).
Lesley et John étaient originaires de Bristol, où John a travaillé pendant de nombreuses années comme chauffeur pour British Rail. John avait deux filles d'un précédent mariage : Beverly a été élevée par la fille de la belle-mère de John, et Sharon vivait avec son père et Lesley depuis l'âge de trois ans. En raison des trompes de Fallope bloquées de Lesley Brown et d'un désir non satisfait par la suite d'avoir leurs propres enfants, Lesley suivait un traitement de fertilité à Bristol depuis de nombreuses années. En 1976, elle fut référée à l'obstétricien et gynécologue Patrick Steptoe (1913 – 1988) à Manchester. Steptoe recherchait de nouvelles technologies de reproduction et était un pionnier de la FIV avec le physiologiste Robert « Bob » Edwards (1925 – 2013) et l'embryologiste Jean Purdy (vers 1946 – 1985). Après que Lesley ait subi de nombreux tests et une opération, le retrait réussi de l'ovule et l'implantation de l'embryon ont eu lieu en novembre 1977, et Louise est née le 25 juillet 1978 par césarienne planifiée au district d'Oldham et à l'hôpital général. Prévue à l'origine le 5 août, la naissance par césarienne a été avancée en urgence, car Lesley Brown souffrait de toxémie gravidique.

### Médiatisation
La naissance de Louise a suscité un énorme intérêt international dans la presse, et les premières demandes d'interview de Lesley et John ont été formulées trois mois avant la naissance de Louise. Le couple utilisait parfois un pseudonyme pour se cacher des médias et les journaux proposaient aux Browns des contrats pour obtenir les droits exclusifs sur la couverture de la naissance. Afin de gérer plus efficacement l'intérêt de la presse, la société Chandlewise Limited a été créée le 14 juillet 1978 par l'avocat Paul Vincent, qui travaillait également pour Steptoe et Edwards. Lesley et John Brown ont été administrateurs de Chandlewise Limited jusqu'à la dissolution de la société en août 1989.
Le couple a signé un accord avec Associated Newspaper Group Limited (aujourd'hui DMG Media) le 14 juillet 1978 et le Daily Mail a obtenu les droits exclusifs pour la couverture des naissances. Associated Newspaper Group Limited a prolongé les contrats avec Chandlewise Limited peu de temps après la naissance de Louise et a vendu les droits à la presse étrangère, dont le tabloïd américain The National Enquirer. La naissance a en outre été filmée par le Bureau central d'information.
À la suite de la couverture médiatique internationale, les Brown ont reçu des lettres de félicitations du monde entier et le grand intérêt de la presse et du public a persisté lorsque Lesley et Louise Brown sont revenues de l'hôpital à leur domicile au 4 Hassell Drive, Bristol. En 1979, les Brown ont déménagé au 12 Court Farm Road, Whitchurch, Bristol, où Lesley et John ont demeuré jusqu'à la fin de leur vie.
Les apparitions dans les médias font partie de la vie de Louise depuis sa naissance. La production télévisée britannique « À Mme Brown, une fille » a été diffusée en 1978 et a rencontré une grande audience. En 1979, la famille s'est rendue au Canada avec Louise, quatre mois, pour participer à une émission télévisée sur la FIV. Plus tard cette année-là, les Brown ont participé à une émission de télévision japonaise et ont répondu à l'invitation du National Enquirer en Floride. Le livre « Notre miracle appelé Louise », dans lequel Sue Freeman raconte l'histoire de la naissance de Louise, a été publié par Paddington Press en juin 1979. Cet automne-là, la famille est revenue avec Paul Vincent en Amérique du Nord pour une tournée de promotion du livre, au cours de laquelle ils ont été invités par de nombreuses chaînes médiatiques à travers l'Amérique ainsi qu'à Toronto, au Canada. La même année, un projet de film basé sur le livre est lancé avec le producteur Carl Foreman. Le projet inachevé a été interrompu en 1982 en raison de grèves à Hollywood et de coupes budgétaires. De plus, The Observer a publié la série d'articles « A Matter of Life » écrite par Steptoe et Edwards. D'autres voyages et apparitions médiatiques liés à la FIV de Louise et de sa famille comprenaient la participation à des conférences de presse en Amérique en 1983, à la Semaine nationale de la fertilité organisée par RESOLVE en Amérique et au Canada en 1993, à un symposium à Paris en 1995, à un événement organisé par un spécialiste brésilien de la FIV, le Dr Roger Abdelmassih (qui fit l'objet d'un scandale quelques années plus tard) à Sao Paulo en 2007, et une conférence bulgare en 2008.
La naissance du premier bébé FIV au monde a également déclenché un débat public sur le journalisme basé sur les implications morales et religieuses de la technologie révolutionnaire de reproduction. La naissance de Louise a donné de l'espoir à de nombreux couples sans enfant, et les Brown n'ont pas jugé la procédure médicale et ses connotations d'une manière particulière.
Depuis 2007, Louise est représentée par l'attaché de presse Martin Powell, un ami de la famille, et elle continue de participer à des événements mondiaux de FIV. De même, les médias reprennent leurs reportages sur les anniversaires et diverses occasions spéciales liées à Louise.